# История на Антарктида
Историята на Антарктида започва с разпространените на запад теории за обширен континент, известен като Тера Аустралис, за който се смята, че съществува далеч на юг. Името Антарктика, означаващо „срещу Арктика“, е използвано за първи път от Мариний Тирски през II век н.е.
След заобикалянето на нос Добра надежда и нос Хорн през XV и XVI век се доказва, че Тера Аустралис Инкогнита („Непозната южна земя“), ако въобще съществува, е самостоятелен континент. През 1773 г. изследователят Джеймс Кук пръв пресича Южния полярен кръг, но, въпреки че открива множество крайбрежни острови, не вижда самата Антарктида. Смята се, че е бил на около 240 км от континента.
През 1820 г. няколко експедиции се обявяват за откриватели на Антарктида, като първата от тях е тази на руснаците Фадей Белингсхаузен и Михаил Лазарев. Първото акостиране на континента вероятно е само година по-късно, когато Джон Дейвис, американски ловец на тюлени, стъпва на ледниците.
Първата норвежка антарктическа експедиция през 1892 г. е под ръководството на капитан Карл Антон Ларсен. Експедицията се придвижва на барка „Язон“. Ларсен открива първите фосили на територията на Ледения континент, за което получава награда от Кралското географско дружество. През декември 1893 г. той става и първия скиор в Антарктида, като ледника, който той прекосява, е наречен в негова чест Ларсен. Също така той се счита за основател на китолова в антарктическите крайбрежни води и на селището Грютвикен, Южна Джорджия.
След достигането на Северния полюс през 1909 г., към Южния полюс потеглят множество експедиции, голяма част от които завършват с ранени или жертви. Полюсът е достигнат на 14 декември 1911 г. от норвежеца Руал Амундсен, в надпревара с англичанина Робърт Скот.

## Тера Аустралис
В Западния свят теориите за Тера Аустралис Инкогнита („непознатата южна земя“) – общирен континент в южната част на земния глобус, който „балансира“ северните части на Европа, Азия и Северна Африка – съществуват векове наред. Според постулата за земната симетрия на Аристотел на юг от познатия свят трябва да има също толкова обитаеми земи. Гърците смятат, че двете полукъба, Северното и Южното са разделени от „огнен обръч“.
Чак през 1418 г. португалският принц Енрике Мореплавателя започва да финансира пътувания в тропиците с цел да се намери морски път до Индия, който заобикаля Африка. Това злага началото на изследванията на Южното полукълбо. През 1473 г. мореплавателят Лопеш Гонсалвеш доказва, че е възможно да се пресече екватора, след което моряците и картографите започват да приемат възможността за съществуването на все още неоткрит континент с умерен климат южно от позната част на света.
Достигането на нос Добра надежда от Бартоломеу Диаш е първият досег на европейците с антарктическия студ и показва, че има океан, който разделя Африка от Антарктида. Смята се, че в картата на света на турския адмирал Пири Реис са включени контурите на континета Антарктида.
Фернандо Магелан, който преминава през Магелановия проток през 1520 г., решава, че островите Огнена земя на юг са разклонения на Неизвестната южна земя, като това е включено в картата на Абрахам Ортелий. Там тя е записана като Terra australis recenter inventa sed nondum plene cognita (Новооткритата, но ве още не напълно позната Южна земя).
На своите глобуси много европейски картографи свързват крайбреията на Огнена земя и Нова Гвинея и създават континента „Тера Аустралис Инкогнита“, обхващащ част от тропиците, на територията на истинските южни части на Тихия и Индийския океан. Търсенето на Великата южна земя е водещ мотив за много експедиции през XVI и началото на XVII век. Испанецът Габриел де Кастиля, който твърди, че е видял „покрити със сняг планини“ южно от 64° ю.ш. през 1603 г., се смята за първия откривател на Антарктида, макар че дълго всреме се пренебрегва.
През 1606 г. Педро Фернандес де Кирос предава във владение на испанския крал всички земи, които открива в Аустралия де Еспирито Санто (дн. Вануату) и обещава, че ще достигне чак до полюса.
Както някои испански изследователи преди него, англичанинът Франсис Дрейк счита, че южно от Огнена земя трябва да има море. Всъщност през 1615 г. нидерландците Вилем Схаутен и Якоб Лемер откриват най-южната точка на архипелага и я наричат нос Хорн и доказват, че Огнена земя е малък архипелаг, който няма никаква връзка с Южната земя.
През 1642 г. Абел Тасман доказва, че дори Нова Холандия (Австралия) е разделена от море от големия южен континент.
Пътешествениците, заобикалящи нос Хорн, често се изправя срещу ветрове, които ги завличат на юг в студените и покрити с лед морета. Известно е, че никой до 1770 г. не е пресякъл Южния полярен кръг, или, ако го е пресякъл, това е останало неизвестно. Откриването на земи южно от 64° ю.ш. от Дирк Гериц през 1599 г. вероятно е резултат от грека на биографа му Каспер Барлей през 1622 г.

## Южно от Антарктическата конвергенция
През 1675 г. англо-французинът Антъни де ла Роше открива остров Южна Джорджия, който е първата открита земя южно от Антарктическата конвергенция, т.е. в Антарктика. Скоро след неговото пътешествие европейските картографи започват да отбелязват на картите си „остров Роше“, наименуван в негова чест. Джеймс Кук изследва и картографира открития от Роше остров през 1775 г.
Най-вероятно до 1750 г. почти всички мореплаватели, попаднали в южните ледени морета, просто са били завлечени от ветровете извън курс. Изключение може би е пътуването на Едмънд Халей на борда на кораба „Парамур“, които цели да изследва магнитните полета в Южния Атлантически океан и се среща с ледовете на 52° ю.ш. (на 224 км северно от Южна Джорджия), но не продължава по̀ на юг. Друго пътешествие, което може да се сметне за изследователски стремеж, е това на френския морски офицер Жан Батист Шарл Буве дьо Лозие, чиято цел е откриването на Южната земя, описана от полумитичния Господин от Гоневил. Експедицията открива единствено остров Буве (54°26′ ю. ш. 3°24′ и. д. / 54.433333° ю. ш. 3.4° и. д.).
През 1771 г. Ив Жозеф Кергелен отплува от Франция с цел да продължи южно от Мавриций в търсене на „много голям континент“. Той открива земя около 50° ю.ш, която нарича Южна Франция и счита за централна земна маса на Южния континент. Изпратен е отново да изследва новооткритите земи, но открива само негостоприемен остров, който назовава Островът на самотата. След смъртта на Кергелен островът е преименуван на Кергелен в чест на откривателя му.